# La Taha
La Taha (pronunciado [la ˈtaa]) es un municipio español situado en la parte central de la comarca de la Alpujarra Granadina, en la provincia de Granada, comunidad autónoma de Andalucía. En 2024 contaba con una población de 759 habitantes. Limita con los municipios de Pampaneira, Bubión, Capileira, Pórtugos, Busquístar, Almegíjar, Torvizcón, Órgiva y Carataunas. Por su término discurren los ríos Trevélez, Guadalfeo y Poqueira.
El municipio comprende los núcleos de población de Pitres —capital y sede del ayuntamiento—, Mecina, Ferreirola, Fondales, Capilerilla, Atalbéitar y Mecinilla. También cabe destacar el despoblado de Aylácar.

## Historia
Sus orígenes se remontan a la época romana, y en él se encuentran numerosos restos arqueológicos que demuestran su importancia durante período musulmán.
Pitres (con el anejo de Capilerilla), Mecina Fondales (con los de Fondales y Mecinilla, y capital en Mecina) y Ferreirola (con el de Atalbéitar) fueron tres municipios independientes hasta que, en 1975, se fusionaron en uno solo llamado La Taha, recayendo la capitalidad municipal en el núcleo pitreño.
Taha es una palabra de origen hispanoárabe que no tiene una traducción clara, ya que se usaba para designar a una división jurisdiccional y administrativa de pequeñas comarcas regidas por la misma autoridad, y con una estructura defensiva para proteger a las poblaciones dependientes.
Los antecedentes se remontan al siglo XIII, pero fue en el siglo XIV cuando esta estructura se afianzó en el Reino de Granada, aunque sólo en la región de La Alpujarra pervivió el nombre hasta el siglo XVIII.
Cuando en 1972 se iniciaron los trámites para la fusión de tres antiguos ayuntamientos se buscó un nombre nuevo, recuperando el de «Taha» para designar a esta pequeña zona con siete pueblos. El actual municipio de La Taha puede ser considerado sucesor de la antigua Taha de Ferreyra, aunque con algunas diferencias. La Taha de Ferreira incluía a los actuales municipios de Pórtugos y Busquístar además del despoblado de Aylácar, hoy desaparecido. Por su parte en el actual municipio se incluye el núcleo de Mecinilla, que en época de la ocupación árabe no aparece mencionado.

## Geografía
La Taha se encuentra dentro del término del parque natural y del Nacional de Sierra Nevada. Este municipio está en la ladera sur de la sierra a unos 1200 o 1300 metros de altitud, dependiendo del núcleo. Una parte importante de su término municipal fue declarada Bien de Interés Cultural, en 2007, incluido en el Sitio Histórico de la Alpujarra Media y la Taha.
| Noroeste: Bubión y Capileira                   | Norte: Capileira        | Noreste: Capileira y Pórtugos          |
| Oeste: Bubión, Pampaneira, Carataunas y Órgiva | Puntos cardinales       | Este: Pórtugos, Busquístar y Almegíjar |
| Suroeste: Órgiva                               | Sur: Órgiva y Torvizcón | Sureste: Almegíjar                     |

### Flora
Existe un clima mediterráneo continentalizado, con temperaturas bastante bajas en invierno. Ello hace que haya especies vegetales del Norte de Europa. En el parque natural existen muchas especies endémicas y una gran biodiversidad, de ahí su valor ecológico, sobre todo en flora vascular, con más de dos mil cien especies catalogadas de cerca de ocho mil existentes en la península ibérica. Posee sesenta y cinco especies exclusivas y ciento setenta y cinco endemismos ibéricos.

## Demografía
La Taha cuenta con una población de 759 habitantes (INE 2024).
| Gráfica de evolución demográfica de La Taha entre 1981 y 2021 |
| |
| Población de derecho según los censos de población del INE Población de hecho según los censos de población del INEEn 1972 aparece este municipio porque se fusionan los municipios Ferreirola, Mecina Fondales y Pitres |

## Administración y política
Los resultados en La Taha de las elecciones municipales celebradas en mayo de 2023 son:
| Elecciones Municipales - La Taha (2023) | Elecciones Municipales - La Taha (2023)   | Elecciones Municipales - La Taha (2023) | Elecciones Municipales - La Taha (2023) | Elecciones Municipales - La Taha (2023) |
| Partido político                        | Partido político                          | Votos                                   | Votos                                   | Concejales                              |
| --------------------------------------- | ----------------------------------------- | --------------------------------------- | --------------------------------------- | --------------------------------------- |
|                                         | Unión de Ciudadanos Independientes (UCIN) | 250                                     | 60,57 %                                 | 5                                       |
|                                         | Partido Popular (PP)                      | 93                                      | 22,57 %                                 | 2                                       |
|                                         | Partido Socialista Obrero Español (PSOE)  | 15                                      | 39,37 %                                 | 0                                       |

## Economía
En este municipio la agricultura ha sido la base de la economía, destacando los cultivos de regadío como la patata, el maíz, los frutales y las hortalizas, aunque en unos años el éxodo rural ha dado pie a superficies no labradas.
La ganadería, principalmente de ovino y caprino, también ha sido importante. Los ganados subían a pastar a los borreguiles en época de verano.
Igualmente el turismo rural es una importante fuente de ingresos para toda la zona alpujarreña.

### Evolución de la deuda viva municipal
| Gráfica de evolución de Deuda viva del Ayuntamiento de La Taha entre 2008 y 2019                                |
| |
| Deuda viva del Ayuntamiento de La Taha en miles de Euros según datos del Ministerio de Hacienda y Ad. Públicas. |

## Cultura

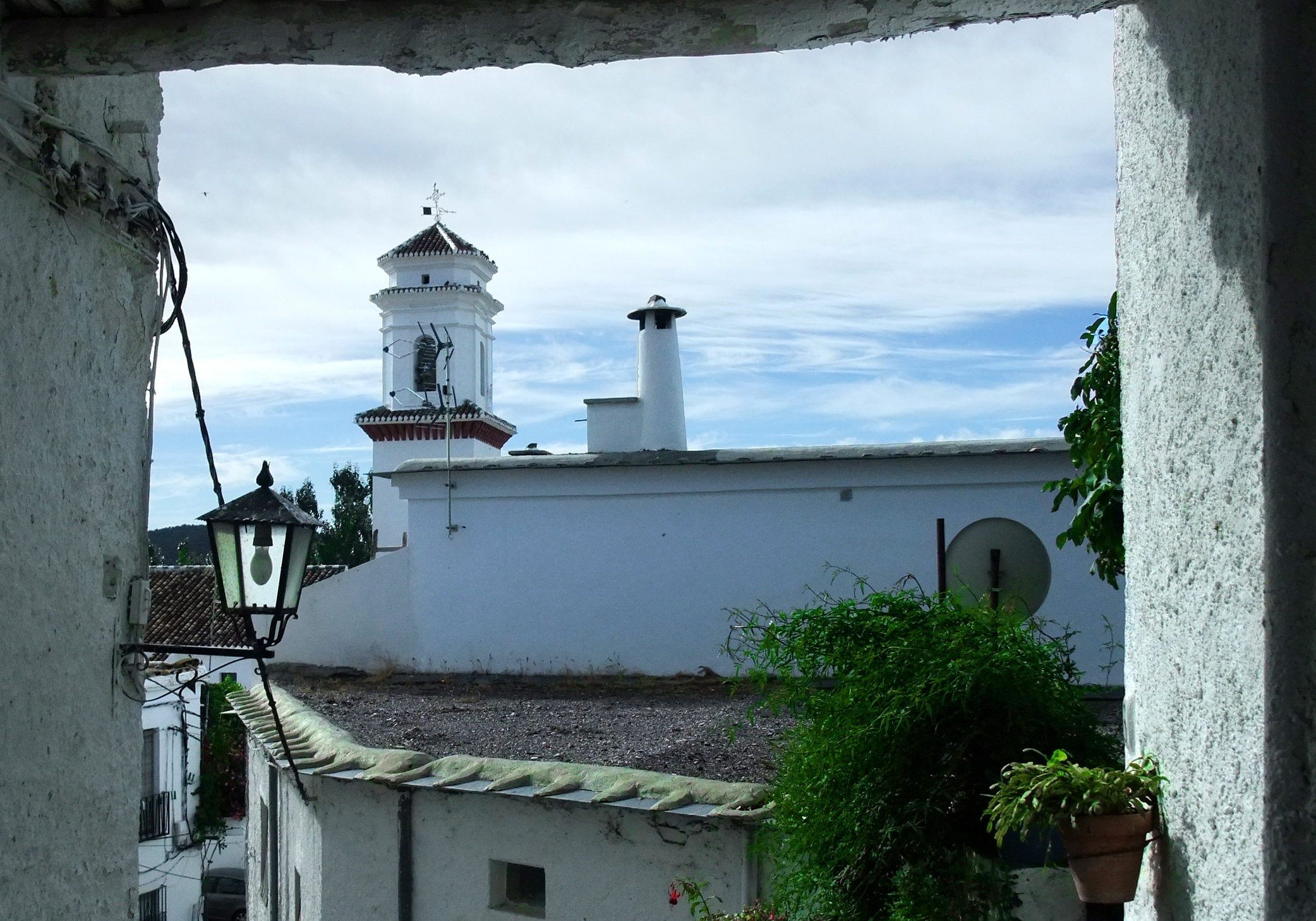
Iglesia de Pitres

### Fiestas
En enero se celebra la noche de San Antón, durante la cual se prenden los tradicionales chiscos granadinos, y se queman las gallombas.
El 24 de junio, como parte de la celebración de San Juan, se colocaban ramos en las puertas donde vivían jóvenes solteras, tradición que ha desaparecido casi completamente en las últimas décadas.
Otra fiesta a destacar es la mauruca o fiesta de las castañas, durante la cual se recogen estos frutos y luego se asan para ser consumidas junto al Chapurrao. Se celebra el 1 de noviembre, día de Todos Los Santos.
Por localidades, las fiestas del municipio son:
- Pitres: las fiestas patronales de San Roque, en la segunda quincena de agosto; y la fiesta del Cristo de la Expiración que se celebra dos viernes antes al Viernes Santo.
- Mecina: las fiestas de San Marcos, el 25 de abril.
- Ferreirola: en mayo se celebra la Santa Cruz.
- Fondales: la fiesta de la Virgen del Rosario, la primera semana de octubre.
- Capilerilla: la fiesta de San Francisco de Paula, el primer fin de semana de abril.
- Atalbéitar: la fiesta de la Virgen de Gracia, el segundo fin de semana de agosto; y la fiesta de la Candelaria, en febrero.
- Mecinilla: las fiestas de San Cayetano, el primer fin de semana de agosto.

## Patrimonio

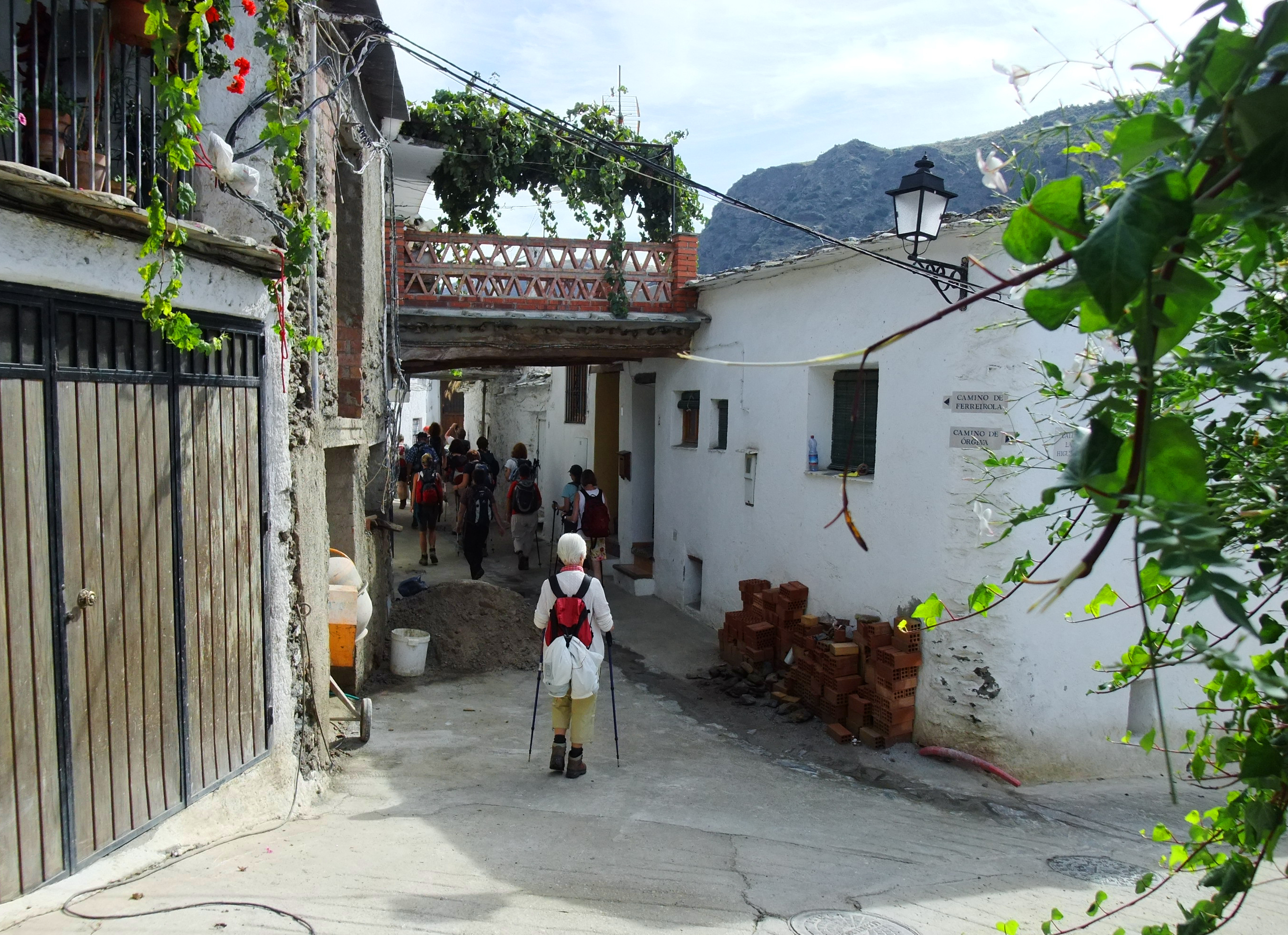
Grupo de excursionistas en Mecinilla

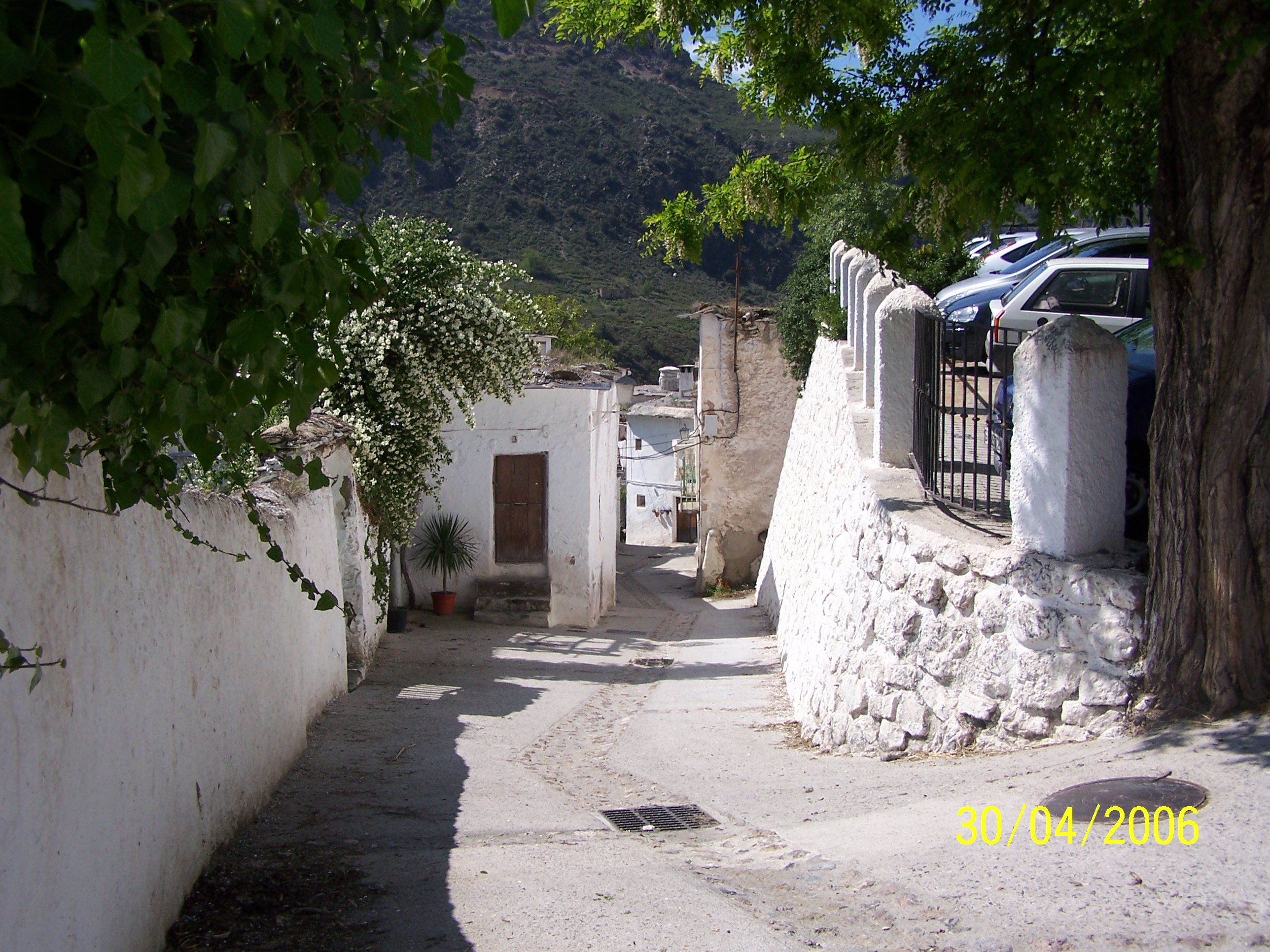
Una plaza en la localidad de Ferreirola

La mayor parte del territorio del municipio se integra en el Sitio Histórico de la Alpujarra, y contiene numerosos elementos declarados Bien de Interés Cultural, como los caminos reales o escarihuelas; se conservan varios en las distintas localidades que conforman La Taha, como el de Busquístar, que lleva hasta el cerro del Conjuro, en Panjuila y Fondales. Por Atalbéitar y Ferreirola pasa la Ruta Medieval de la Alpujarra.
Entre sus puentes destacan el de los Fondales, popularmente conocido como Puente Romano, si bien se ha fechado su construcción entre los siglos XIII y XVI; y el pontón de Juan Pérez, con la peculiaridad de ser de madera.
Otros lugares de interés turístico son: el Aljibe de Campuzano —datado del siglo XII—, los molinos harineros, el Castillo de Poqueira, la iglesia parroquial de Pitres —bajo la advocación del Cristo de la Expiración,[cita requerida] reconstruida por Regiones Devastadas en 1945 con traza del arquitecto Francisco Robles Jiménez sobre el antiguo edificio mudéjar del siglo XVI, que fue destruido en la Guerra Civil,—, y la iglesia de Capilerilla —actualmente en ruinas—. También tienen interés otros elementos arquitectónicos protegidos, como los tinaos y lavaderos.